# Corcelles-lès-Cîteaux
Corcelles-lès-Cîteaux é uma comuna francesa na região administrativa da Borgonha-Franco-Condado, no departamento de Côte-d'Or. Estende-se por uma área de 6,73 km². Em 2010 a comuna tinha 835 habitantes (densidade: 124,1 hab./km²).